# دیزاین‌بوم
دیزاین‌بوم (به انگلیسی: Designboom) (سبک‌وار به عنوان designboom) یک مجلهٔ اینترنتی روزانه است که دفتر مرکزی آن در میلان است و زمینه‌های طراحی صنعتی، معماری و هنر را در سطح بین‌المللی پوشش می‌دهد.

## تاریخچه
این نشریه که در سال ۱۹۹۹ میلادی راه‌اندازی شد، اولین مجلهٔ اینترنتی بود که بر طراحی صنعتی، معماری و هنر در سطح بین‌المللی تمرکز داشت.
در سال ۲۰۱۰ میلادی، دیزاین‌بوم چین راه اندازی شد. در سال ۲۰۱۲ میلادی، دیزاین‌بوم و آرکیتونیک یک اتحاد استراتژیک برای تجمیع منابع دیجیتال خود تشکیل دادند. در سال ۲۰۱۷، دیزاین‌بوم جایزه طراحی را با مجلهٔ ایتالیایی آبیتاره راه‌اندازی کرد که به طراحان برتر در ده بخش جایزه می‌دهد. در ژانویه ۲۰۲۲ میلادی، دیزاین‌بوم توسط گروه آرکیتونیک / آرک‌دیلی (متعلق به گروه رسانه ای سوئیسی ان‌زدزد) خریداری شد. در فوریه ۲۰۲۳ میلادی، سوفیا لکا آنجلوپولو جایگزین بیرگیت لومان به عنوان سردبیر دیزاین‌بوم شد.

## توضیحات
دیزاین‌بوم شامل مصاحبه‌ها و بازدید از استودیوهای دست اول از طراحان و معماران مشهور، علاوه بر پوشش نمایشگاه‌های بین‌المللی طراحی و پروژه‌های جدید است. خبرنامه روزانه منتشر می‌شود.
دیزاین‌بوم هر ساله چندین مسابقه بین‌المللی طراحی را با مشارکت شرکت‌های بزرگ برگزار می‌کند. علاوه بر این، دیزاین‌بوم میزبان طراحان جوان در طیف وسیعی از نمایشگاه‌های مبلمان و طراحی است، قالب نمایشگاهی که در سال ۲۰۰۵ میلادی در نمایشگاه بین‌المللی مبلمان معاصر در شهر نیویورک معرفی شد و از آن زمان به یک استاندارد صنعتی تبدیل شده است.
در سال ۲۰۱۲ میلادی، دیزاین‌بوم خود به دلیل دفاع از تاکشی میاکاوا مورد توجه رسانه‌ها قرار گرفت، زمانی که این هنرمند به دلیل یک نصب خیابانی جنجالی در شهر نیویورک دستگیر و در جزیره رایکر بازداشت شد. میاکاوا در آن زمان با دیزاین‌بوم در اینستالیشن نور برای نمایشگاه بین‌المللی مبلمان معاصر همکاری می‌کرد.

## جوایز
- ۲۰۰۷: سبک و طراحی ۱۰۰ در ردهٔ «دیده‌بان‌بلاگ» توسط مجله تایم[۶]